# Лю Бінь (Південна Хань)
Лю Бінь (кит.: 劉玢; піньїнь: Liú Bīn; 920 — 15 квітня 943) — другий правитель Південної Хань періоду п'яти династій і десяти держав.

## Життєпис
Був сином і спадкоємцем засновника держави Лю Яня.
Його правління було нетривалим. За десять місяців його було вбито під час перевороту під проводом його брата Лю Шена. Останній після того зайняв престол.

## Девіз правління
- Ґуантянь (光天) 942—943